# Барлета-Андрија-Трани (округ)
Округ Барлета-Андрија-Трани (итал. Provincia di Barletta-Andria-Trani) је округ у оквиру покрајине Апулија у средишњој Италији. Седишта округа покрајине су највећа градска насеља Барлета, Андрија, Трани, по којима је округ и добио ово сложено име.
Површина округа је 1.539 км², а број становника 390.800 (2008. године).
Округ Барлета-Андрија-Трани је један од најмлађих округа у Италији, основан 2009. године.

## Природне одлике
Округ Барлета-Андрија-Трани чини средишњи део историјске области Апулије. Он се налази у источном делу државе, са изласком на Јадранско море на северу округа. Поред мора се налази равничарско тло, веома плодно уз стално наводњавање (жита, воће). У јужном делу округа тло је брдовито, предапенинско и то подручје узгоја маслина и винове лозе.

## Становништво
По последњим проценама из 2008. године у округу Барлета-Андрија-Трани живи близу 400.000 становника. Густина насељености је веома велика, преко 250 ст/км². Северна, приморска половина округа је знатно боље насељена. Јужни, брдски део је ређе насељен и слабије развијен.
Поред претежног италијанског становништва у округу живе и известан број досељеника из свих делова света.

## Општине и насеља
У округу Барлета-Андрија-Трани постоји 10 општина (итал. Comuni).
Најважнија три градска насеља округа и његова управна средишта су управо дала име самом округу. Управне установе округа су подељене између датих градова:
- Андрија (99.000 ст.), налази се у средишњем делу округа;
- Барлета (94.000 ст.), налази се у северном делу округа;
- Трани (54.000 ст.), налази се у северном делу округа.

- Андрија
- Барлета
- Трани